# Jason Brooks
Jason Maxwell Brooks (n. 10 de mayo de 1966) es un actor estadounidense. 

## Carrera
Él es más conocido por interpretar a Peter Blake en la telenovela Days of our Lives y Sean Monroe en Baywatch Hawaii. Jason también tuvo una aparición recurrente en la serie de televisión The Pretender, interpretando a Thomas Gates. Interpretó a Dakota Smith en The Suite Life of Zack and Cody. También apareció en un episodio de la comedia de NBC, Friends, como Rick en "The One with the Ballroom Dancing" de la temporada 4.

## Vida privada
Se casó con Corinne Olivo el 20 de febrero de 1994. Ellos comparten un hijo, Jaredan, nacido en marzo de 1999.